# Kriechbaum (Halsbach)
Kriechbaum (mundartl.: Krüabàm(à)) ist ein Gemeindeteil der Gemeinde Halsbach im oberbayerischen Landkreis Altötting. 

## Lage
Die Einöde Kriechbaum liegt etwa drei Kilometer südlich von Halsbach an der Staatsstraße 2357.

## Geschichte
Der Name des Ortes bezeichnet einen Ort mit vielen Kriechbäumen. Der Ort gehörte von der Gemeindegründung im Jahre 1818 an zur Gemeinde Oberzeitlarn und kam mit deren Auflösung am 1. Januar 1964 zur Gemeinde Halsbach.